# Leptotarsus (Macromastix) tapleyi
Leptotarsus (Macromastix) tapleyi is een tweevleugelige uit de familie langpootmuggen (Tipulidae). De soort komt voor in het Australaziatisch gebied.